# Herman (herb szlachecki)
Herman (Hermann) – śląski herb szlachecki.

## Opis herbu
W polu czarnym (lub czerwonym) złoty lew wspięty z chorągwią złotą (lub srebrną) w łapach. Klejnot: między skrzydłami – ręka zbrojna z mieczem.

## Najwcześniejsze wzmianki
Herb śląskiej rodziny z przydomkiem Kattern, notowany w źródłach XIX i XX-wiecznych (Ostrowski, Chrząński, Zeydlitz-Neukirch, Małachowski, Borkowski).

## Herbowni
Jedna rodzina herbownych (herb własny):
Herman (Hermann).